# Lijst van voetbalinterlands België - Nieuw-Zeeland (vrouwen)
Deze lijst van voetbalinterlands is een overzicht van alle officiële voetbalinterlands tussen de nationale vrouwenteams van België en Nieuw-Zeeland. De landen hebben tot nu toe één keer tegen elkaar gespeeld.

## Wedstrijden
| № | Plaats  | Datum        | Competitie  | Wedstrijd              | Uitslag            |
| - | ------- | ------------ | ----------- | ---------------------- | ------------------ |
| 1 | Parchal | 4 maart 2020 | Algarve Cup | Nieuw-Zeeland − België | 1 − 1 (n.p. 7 - 6) |

## Samenvatting
| Competitie  | Totaal gespeeld | Winst België | Gelijk | Winst Nieuw-Zeeland | Doelsaldo België – Nieuw-Zeeland |
| ----------- | --------------- | ------------ | ------ | ------------------- | -------------------------------- |
| Algarve Cup | 1               | 0            | 1      | 0                   | 1 − 1                            |
| Totaal      | 1               | 0            | 1      | 0                   | 1 − 1                            |

KBVB · A-internationals · Selecties · Statistieken · Bondscoaches · Belgisch mannenelftal · België U19 · België U17
1970-1979 ·
1980-1989 ·
1990-1999 ·
2000-2009 ·
2010-2019 ·
2020-2029
EK 2017, EK 2022
EK 2013, EK 2017, EK 2022, WK 2023
Albanië ·
Armenië ·
Australië ·
Azerbeidzjan ·
Bosnië en Herzegovina ·
Bulgarije ·
Canada ·
Denemarken ·
Duitsland ·
Engeland ·
Estland ·
Faeröer ·
Finland ·
Frankrijk ·
Griekenland ·
Hongarije ·
Ierland ·
IJsland ·
Italië ·
Japan ·
Joegoslavië ·
Kosovo ·
Kroatië ·
Litouwen ·
Luxemburg ·
Mexico ·
Moldavië ·
Nederland ·
Nieuw-Zeeland ·
Nigeria ·
Noord-Ierland ·
Noord-Korea ·
Noorwegen ·
Oekraïne ·
Oostenrijk ·
Polen ·
Portugal ·
Roemenië ·
Rusland ·
Schotland ·
Servië ·
Slovenië ·
Slowakije ·
Spanje ·
Thailand ·
Tsjechië ·
Tsjecho-Slowakije ·
Verenigde Staten ·
Wales ·
Zuid-Afrika ·
Zuid-Korea ·
Zweden ·
Zwitserland